# Liste des cavités naturelles les plus longues du Territoire de Belfort

Territoire de Belfort.

La liste des cavités naturelles les plus longues du Territoire de Belfort recense sous la forme d'un tableau, les cavités souterraines naturelles connues, dont le développement est supérieur ou égal à cent mètres.
La communauté spéléologique considère qu'une cavité souterraine naturelle n'existe vraiment qu'à partir du moment où elle est « inventée » c'est-à-dire découverte (ou redécouverte), inventoriée, topographiée et publiée. Bien sûr, la réalité physique d'une cavité naturelle est la plupart du temps bien antérieure à sa découverte par l'homme ; cependant tant qu'elle n'est pas explorée, mesurée et révélée, la cavité naturelle n'appartient pas au domaine de la connaissance partagée.
La liste spéléométrique des plus longues cavités naturelles du Territoire de Belfort (≥ 100 m) est  actualisée fin 2018.
La plus longue cavité répertoriée dans le Territoire de Belfort est la source de la Batte (cf. ligne 1 du tableau ci-dessous).

## Territoire de Belfort (France)

### Cavités de développement supérieur ou égal à100m
7 cavités sont recensées au 31-12-2018.
| Réf. | Cavités (autres noms)              | Communes              | Massifs ou zones géographiques | Coordonnées (WGS 84)        | Développement (en mètres) | Dénivelée (en mètres) | Sources ou références               | Mises à jour |
| ---- | ---------------------------------- | --------------------- | ------------------------------ | --------------------------- | ------------------------- | --------------------- | ----------------------------------- | ------------ |
| 1    | Grottes n°1 d'Andelnans            | Andelnans             |                                | 47° 36′ 12″ N, 6° 52′ 02″ E | +000644, m                | +0006, m              | Le Karst Comtois                    | 2018-06      |
| 2    | Source de la Batte                 | Saint-Dizier-l'Évêque |                                | 47° 28′ 02″ N, 6° 58′ 10″ E | +000600, m                | +0012, m              | Le Karst Comtois & plongeesout.com. | 2018-06      |
| 3    | Grottes n°3 d'Andelnans            | Andelnans             |                                | 47° 35′ 54″ N, 6° 52′ 00″ E | +000365, m                | +0002, m              | Le Karst Comtois                    | 2018-06      |
| 4    | Gouffre de la Combe de Méliancourt | Beaucourt             |                                | 47° 29′ 04″ N, 6° 56′ 29″ E | +000326, m                | +0014, m              | Le Karst Comtois                    | 2020-06      |
| 5    | Grottes de Cravanche               | Cravanche             |                                | 47° 39′ 01″ N, 6° 49′ 22″ E | +000290, m                | +0011, m              | Le Karst Comtois                    | 2018-06      |
| 6    | Grotte de la Glacière              | Cravanche             |                                | 47° 38′ 54″ N, 6° 49′ 16″ E | +000160, m                | +0021, m              | Spéléométrie de la France           | 2018-06      |
| 7    | Grotte du Puits                    | Cravanche             |                                | 47° 38′ 59″ N, 6° 49′ 15″ E | +000135, m                | +0018, m              | Le Karst Comtois                    | 2018-06      |
| 8    | Fontaine de la Douce               | Bavilliers            |                                |                             | +000110, m                | +0002, m              | Le Karst Comtois                    | 2018-06      |